# Cappella sinfonica accademica di Stato russa
La Cappella sinfonica accademica di Stato russa (in russo Государственная академическая симфоническая капелла России?) comprende un'orchestra e un coro, entrambi con sede a Mosca, Russia. Il direttore d'orchestra titolare è Valerij Polânskij.
L'orchestra fu formata nel 1991 dalla fusione dell'ex Orchestra sinfonica del ministero della cultura sovietico (in russo Симфонический оркестр Министерства культуры СССР?) con il Coro da camera di stato sovietico (in russo Государственный камерный хор СССР?). È nota anche come l'Orchestra Sinfonica di Stato Russa.

## Direttori d'orchestra titolari
- Valerij Polânskij (1992–attuale)
- Gennadij Roždestvenskij (1981–1992)
- Maksim Šostakovič (1971–1981)
- Yuri Ahronovich (1964–1971)
- Samuíl Samosúd (1957–1964)